# Болгаре
Болгаре (итал. Bolgare) је насеље у Италији у округу Бергамо, региону Ломбардија.
Према процени из 2011. у насељу је живело 5440 становника. Насеље се налази на надморској висини од 196 м.

## Становништво
| 1931. | 1936. | 1951. | 1961. | 1971. | 1981. | 1991. | 2001. | 2011. |
| ----- | ----- | ----- | ----- | ----- | ----- | ----- | ----- | ----- |
| 1.957 | 1.935 | 2.389 | 2.439 | 2.852 | 3.298 | 3.793 | 4.200 | 5.760 |